# Ploniarka aztecka
Ploniarka aztecka (Reithrodontomys bakeri) – endemiczny gatunek małego gryzonia z rodziny chomikowatych, zasiedlający tereny południowo-zachodniego Meksyku. Został odkryty w 2000 roku w stanie Guerrero, a opisany naukowo w 2004 roku na łamach „Occasional Papers Texas Tech University Museum”. Jest zaliczany do gatunków silnie zagrożonych (EN).

## Historia odkrycia i badań
W lipcu 2000 roku w okolicy Filo de Caballo w meksykańskim stanie Guerrero schwytano 3 osobniki gryzonia, którego cechy morfologiczne były zbliżone do cech przedstawicieli Reithrodontomys microdon. Kolejne zwierzęta zostały schwytane w okolicy Omiltemi, miejscowości zlokalizowanej w tym samym stanie, w odległości około 25 km od Filo de Caballo. Naukowców zastanowiło jednak, że miejsca schwytania tych okazów były położone w odległości około 240 km na południe od najbliższej znanej populacji R. microdon. Przeprowadzono dokładniejsze badania morfologiczne oraz pomiary kraniologiczne i porównano je z danymi przedstawicieli tego gatunku. Wymiary zwierząt z Filo de Caballo i Omiltemi wyraźnie odbiegały od wymiarów przedstawicieli R. microdon. Były mniejsze od nich, ale np. w stosunku do podgatunku R. m. wagneri ta różnica była niewielka. Kariotyp schwytanych zwierząt (2n = 52, FN = 50) był zbieżny z zestawem chromosomów komórek R. microdon. Rozstrzygające okazały się wyniki badań filogenetycznych z wykorzystaniem mitochondrialnego genu cytochromu b, które wykazały, że okazy z Guerrero są przedstawicielami odrębnego gatunku z rodzaju Reithrodontomys. Holotyp (z Filo de Caballo, schwytany 20 lipca 2000), w którego skład wchodzi szkielet, skóra i czaszka dorosłego samca został oznaczony numerem Robert D. Bradley 1121 oraz TK93372 i jest przechowywany w zbiorach Texas Tech University Museum. Naukowy opis gatunku został opublikowany w 2004 roku na łamach „Occasional Papers Texas Tech University Museum”.

### Etymologia
- Reithrodontomys: rodzaj Reithrodon Waterhouse, 1837; gr. μυς mus, μυoς muos „mysz”[5].
- bakeri: dr. Robert J. Baker (ur. 1942), amerykański  biolog[6].

## Budowa ciała
Reithrodontomys bakeri jest małym gryzoniem, o ciemnobrązowej sierści na grzbiecie, z długim ogonem w kolorze szarym. Sierść u nasady ogona jest rzadka, a na jego końcu mocniejsza. Sierść na uszach wybarwiona jest na szaro, wibryssy są czarne.
| Część ciała                 | wymiar średni | przedział wymiarów |
| --------------------------- | ------------- | ------------------ |
| tułów z głową               | 176,7 mm      | 165–185 mm         |
| ogon                        | 100,5 mm      | 94–107 mm          |
| tylne łapy                  | 18,5 mm       | 17–19 mm           |
| ucho                        | 18,0 mm       | 17–19 mm           |
| czaszka (najdłuższy wymiar) | 21,7 mm       | 21,4–22,4 mm       |

## Rozmieszczenie geograficzne
R. bakeri jest endemitem i jego występowanie ograniczone jest do centralnej części meksykańskiego staniu Guerrero. Zamieszkuje na poziomie powyżej 2150 m n.p.m. Lubi lasy mgliste porośnięte dębami i sosnami. Zasięg występowania jest mniejszy niż 5000 km² i obejmuje mniej niż 5 lokalizacji.

## Status IUCN
Międzynarodowa Unia Ochrony Przyrody i Jej Zasobów (IUCN) w wydanej w 2008 roku edycji Czerwonej księgi gatunków zagrożonych zaliczała R. bakeri do gatunków silnie zagrożonych (EN). Odnotowywane jest zmniejszanie się zasięgu, jak i degradacja siedlisk tych zwierząt.